# Teroumat hamaasser
La Teroumat HaMaasser qui était connue dans le Talmud, avec la Terouma gdola, sous le simple nom de Terouma, fait référence à une dîme prélevée sur les produits de la récolte en terre d'Israël, c'est-à-dire la dîme de la dîme (un pour cent), qui était donnée aux cohanim à l'époque des Temples de Jérusalem.
La Terouma était considérée comme l'un des kodashim, un type d'offrande sainte qui ne pouvait être consommée que par les cohanim et leurs familles, pour autant qu'ils ne soient pas en état d'impureté rituelle, et ne pouvait être emportée hors de la terre d'Israël.
Le judaïsme orthodoxe continue de prélever la Terouma sur les produits de la récolte en Israël, mais en l'absence d'un Temple en activité, elle n'est plus donnée aux cohanim. Actuellement, la plus grande partie de la Terouma et des autres dîmes institués par la Bible (dont le Maasser rishon et le Maasser sheni) sont mis à part. Contrairement aux autres dîmes, la Teroumat HaMaasser ne sont pas rachetées.